# Schwefel-induzierte Resistenz
Als Schwefel-induzierte Resistenz (SIR) wird die verstärkte Abwehrfähigkeit von Pflanzen gegenüber Pathogenen und Herbivoren bezeichnet, die bei einer Versorgung mit Schwefel über der für den optimalen Wuchs benötigten Menge auftritt. Da es sich bei der SIR nicht um eine Resistenz im eigentlichen Sinne handelt, wurde auch der alternative Begriff Sulfur-enhanced defence (engl. "durch Schwefel verstärkte Verteidigung") vorgeschlagen.

## Entdeckung
Einhergehend mit dem Rückgang der Schwefeldioxidbelastung der Atmosphäre seit den 1980er Jahren durch Einbau von Entschwefelungsanlagen und Katalysatoren wurde bemerkt, dass die Anfälligkeit mancher Kulturpflanzen gegenüber pilzlichen Krankheitserregern zunahm. 
Gleichzeitig wurde an kultivierten, scharf schmeckenden Brassicaceen (z. B. Radieschen oder Rettich) eine geringere Geschmacksintensität bemerkt, was auf eine Abnahme des Gehalts an Senfölglykosiden, schwefelhaltigen Abwehrstoffen, hinwies. Aufgrund dieser und weiterer Beobachtungen wurde die Theorie formuliert, dass ein Zusammenhang zwischen dem pflanzlichen Schwefelstoffwechsel und Krankheitsresistenz besteht.

## Biochemische Grundlagen
Die Aminosäure Cystein entsteht als erstes Produkt der Schwefelassimilation und dient als Vorläufer für die Bildung anderer schwefelhaltiger Substanzen wie Methionin, schwefelhaltige Proteine, das Antioxidans Glutathion und verschiedene sekundäre Pflanzeninhaltsstoffe. Bei einer Schwefelversorgung, welche über den Bedarf des Grundstoffwechsels und Wachstums hinausgeht, kann überschüssiges Cystein zur vermehrten Bildung von schwefelhaltigen Substanzen mit einer Funktion in der Stressabwehr verwendet werden.
Mögliche Substanzen, die zu einer gesteigerten Abwehrfähigkeit gegenüber Pathogenen beitragen könnten sind:
- Glutathion
- Senfölglykoside
- Schwefelhaltige Phytoalexine
- Schwefelhaltige PR-Proteine

Inwieweit und wie die Schwefelversorgung mit anderen pathogenabwehrbezogenen Stoffwechselwegen und Signalwegen (z. B. Salicylsäure- oder Jasmonatweg) interagiert, ist noch weitgehend unbekannt.